# Pygaerina angulata
Pygaerina angulata är en fjärilsart som beskrevs av M.Gaede 1928. Pygaerina angulata ingår i släktet Pygaerina och familjen tandspinnare. Inga underarter finns listade.